# Tõnis Mölder

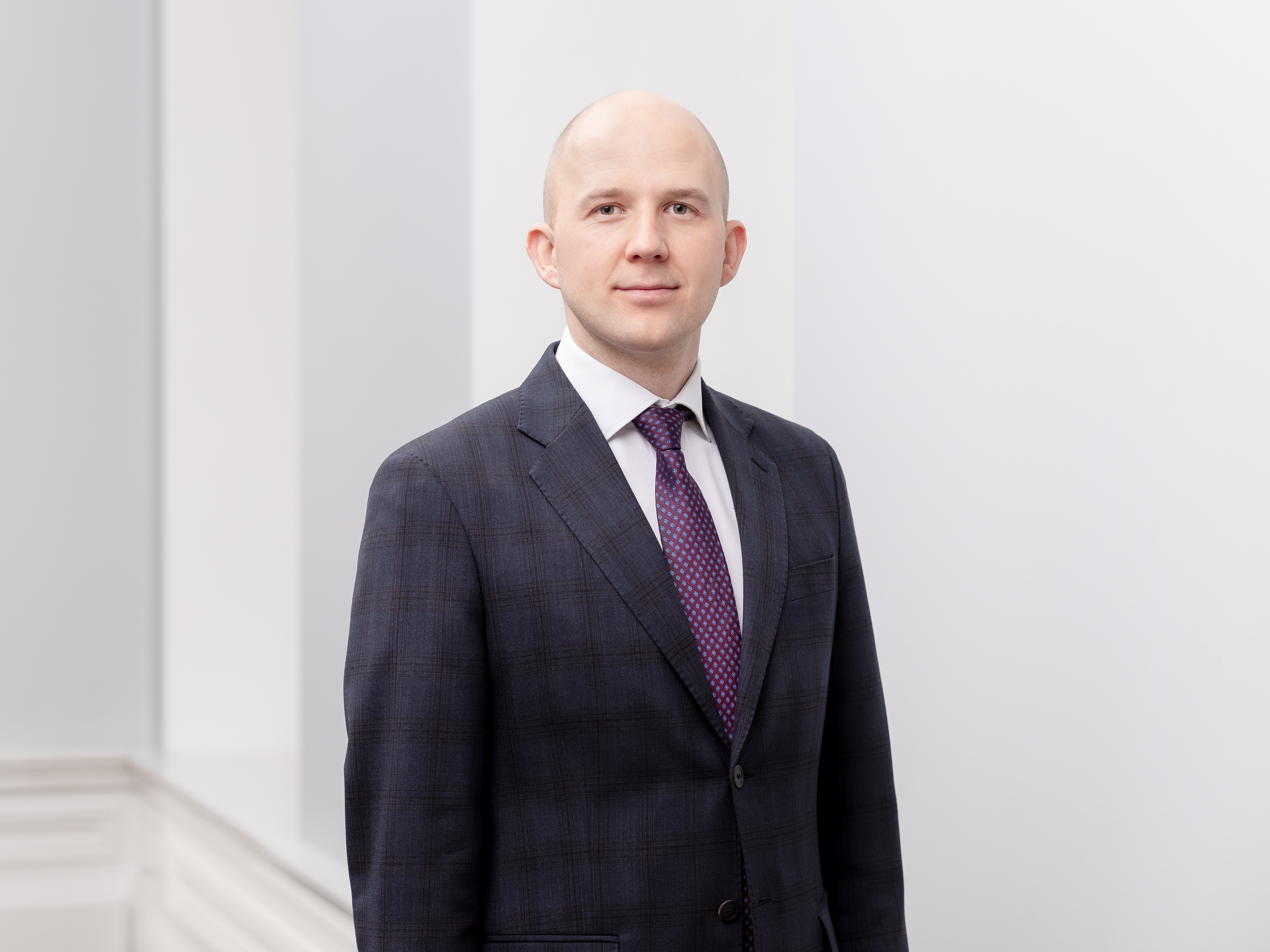
Tõnis Mölder (2021)

Tõnis Mölder (* 9. Oktober 1989 in Lihula) ist ein estnischer Politiker. Er gehörte lange Zeit der Estnischen Zentrumspartei (Eesti Keskerakond) an. Vom 26. Januar bis zum 17. November 2021 war er Umweltminister der Republik Estland im 1. Kabinett von Ministerpräsidentin Kaja Kallas.

## Leben und Politik
Tõnis Mölder schloss 2009 das Gymnasium in seiner Heimatstadt Lihula im Westen Estlands ab. Er studierte von 2009 bis 2015 Politikwissenschaft an der Universität Tallinn. Bereits 2008 trat er der Estnischen Zentrumspartei bei.
2010/2011 war Mölder Referent bei der Verwaltung des Tallinner Stadtteils Pirita. Von 2011 bis 2013 war er als Berater für den Tallinner Oberbürgermeister Edgar Savisaar tätig, der gleichzeitig Vorsitzender der Estnischen Zentrumspartei war. Von 2013 bis 2017 war Mölder Vorsteher des Stadtteils Pirita und von 2017 bis 2019 stellvertretender Bürgermeister der estnischen Hauptstadt Tallinn. Seit 2019 gehört er dem Stadtrat von Tallinn an. Bei der Parlamentswahl 2019 wurde er als Abgeordneter ins estnische Parlament (Riigikogu) gewählt.
Am 26. Januar 2021 wurde Tõnis Mölder als neuer Umweltminister in der Koalitionsregierung von Ministerpräsidentin Kaja Kallas vereidigt. Aus familiären und gesundheitlichen Gründen erklärte er im November desselben Jahres seinen Rücktritt. Sein Nachfolger als Umweltminister wurde am 18. November Erki Savisaar, der ebenfalls der Zentrumspartei angehört. Mölder kehrte als Abgeordneter ins Parlament zurück.
Bei der Parlamentswahl 2023 konnte er sein Abgeordnetenmandat verteidigen, überwarf sich aber noch im selben Jahr mit der Zentrumspartei und kehrte Partei und Fraktion den Rücken. Kurzzeitig fand er bei der Isamaa  eine neue politische Heimat, verließ diese aber bereits 2024 wieder. Seitdem gehört er dem Parlament als partei- und fraktionsloser Abgeordneter an. 

## Privatleben
Tõnis Mölder ist seit 2017 mit Heliise Mölder verheiratet. Das Paar hat eine Tochter. Zu den Hobbys des Politikers zählen Tennis, Lesen und Kino.